# 56 Armia (ZSRR)
56 Armia (ros. 56-я армия) – związek operacyjny Armii Czerwonej w czasie II wojny światowej.

## Formowanie
Została sformowana w październiku 1941 na bazie dowództwa i wojsk Północnokaukaskiego Okręgu Wojskowego jako samodzielna armia. Na początku listopada 1941 obejmowała 31, 317, 343 i 343 Dywizje Strzeleckie, 302 Dywizję Piechoty Górskiej, 62, 64, 68 i 70 Dywizje Kawalerii, 6 Brygadę Pancerną, 81 Samodzielny Batalion Pancerny, 7 Dywizję Pociągów Pancernych, Doński Dywizjon Okrętów, szereg lotniczych, artyleryjskich, saperskich i innych jednostek. 

## Działania bojowe
W 1941 brała udział w rostowskiej operacji obronnej i rostowskiej operacji ofensywnej (od 23 listopada w składzie Frontu Południowego). Jednostki armii brały udział w bitwach ofensywnych i obronnych w rejonie Taganrogu i na kierunku rostowskim. Pod koniec lipca 1942 armia została włączona w skład Frontu Północno-Kaukaskiego (od 1 września 1942 do 5 lutego 1943 w Czarnomorskiej Grupie Wojsk Frontu Zakaukaskiego) i w jego składzie brała udział w bitwach obronnych pod Krasnodarem i na kierunku tuapsińskim, w operacjach desantowych krasnodarskiej, noworossyjsko-tamańskiej, i kerczeńsko-eltigieńskiej 1943. 
W listopadzie 1943 na bazie 56. Armii utworzono Samodzielną Armię Nadmorską.

## Dowódcy 56 Armii
- gen. por. Fiodor Riemiezow (październik 1941[1] – grudzień 1941),
- gen. mjr Wiktor Cyganow (grudzień 1941 – lipiec 1942),
- gen. mjr Aleksandr Ryżow (lipiec 1942 – 5 stycznia 1943),
- gen. por. Andriej Grieczko (styczeń – 17 października 1943),
- gen. por. Kondrat Mielnik (październik – listopad 1943)[2].